# Sugiyama Takamasa
Takamasa Sugiyama (sinh ngày 26 tháng 6 năm 1998) là một cầu thủ bóng đá người Nhật Bản.

## Sự nghiệp câu lạc bộ
Takamasa Sugiyama đã từng chơi cho Gamba Osaka.